# Müna (huyện)
Huyện Müna là một huyện (distrito) thuộc tỉnh Ngäbe Buglé ở Panama. Theo điều tra dân số năm 2000, huyện này có dân số 28330 người. Huyện Müna có diện tích 832 km². Huyện lỵ đóng tại Chichica.